# Stygiathetis
Stygiathetis là một chi bướm đêm thuộc họ Noctuidae. Hiện tại nó được coi là đồng nghĩa của Athetis.